# The Stone

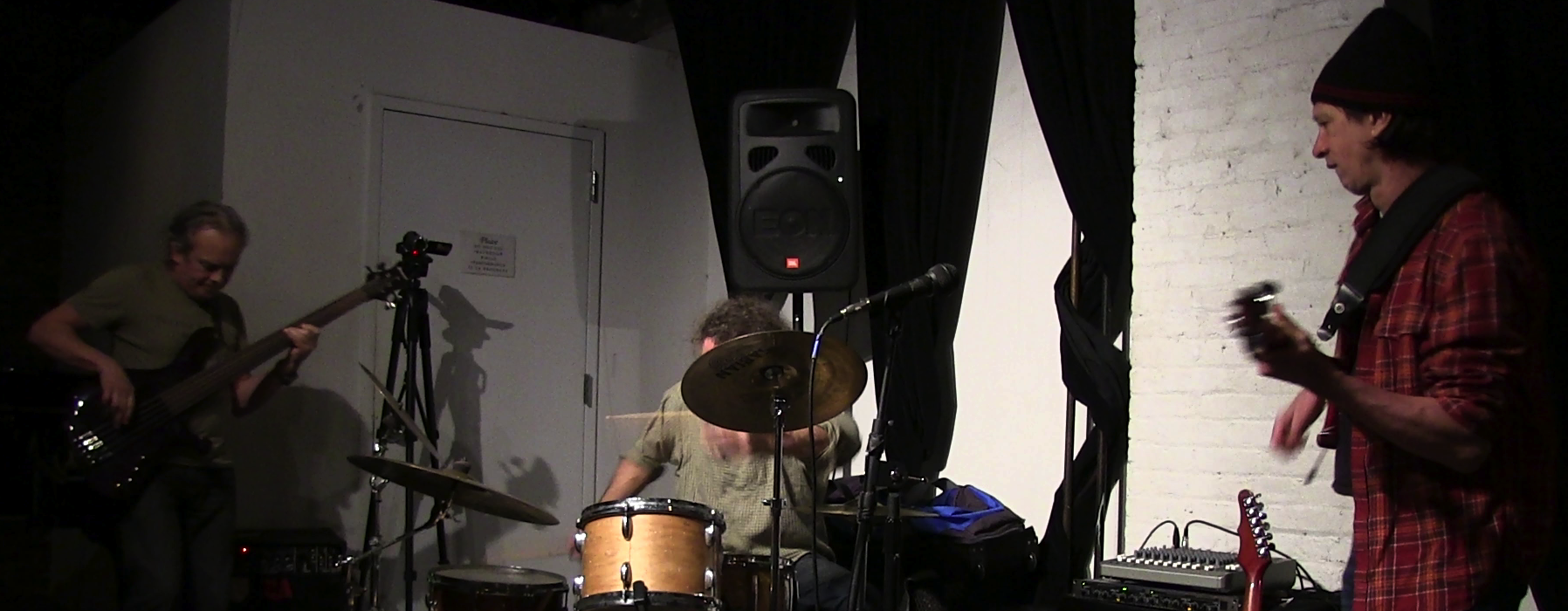
Percy Jones et Stephen Moïse sur la scène de The Stone

The Stone est une salle de concert à but non lucratif orientée musique expérimentale et performance située à Greenwich Village, New York.
Elle a été fondée en avril 2005 par John Zorn, qui en devint le directeur artistique.
Le nom de la salle rend hommage au membre de la communauté musicale de New York Irving Stone, mélomane et féru de concerts.

## Emplacement
En février 2018, The Stone déménage et se voit relogée dans les murs de The New Glass Box Theatre, à 55 W. 13 Street, une salle du rez-de-chaussée de l'université The New School.
Jusqu'en février 2018, The Stone était située à l'angle nord-ouest de l'Avenue C et de la 2e Rue, dans le bâtiment de l'ancien restaurant chinois Golden Dragon. La seule enseigne visible, un petit lettrage doré peint sur la porte et indiquant The Stone n'était visible que quelques heures avant le début des concerts, lorsqu'on relevait le rideau de fer qui protégeait l'entrée.

## Administration et gestion
Contrairement à la plupart des salles de concert du quartier, The Stone ne sert ni nourriture, ni boissons. Ne disposant pas de la Licence Cabaret, la danse y est également proscrite. Tous les revenus générés par le prix d'entrée sont directement redistribués aux artistes. Le fonctionnement du club est assuré par des dons, des concerts de soutien et des ventes de CDs en édition limitée. Ces éditions limitées regroupent des artistes tels que Mike Patton, Lou Reed, Laurie Anderson, Fred Frith, Chris Cutler, Bill Laswell, Medeski, Martin and Wood et John Zorn lui-même.
D'avril 2005 à mars 2013, la programmation s'est faite sur la base d'un commissariat. Chaque mois, un invité différent était choisi comme programmateur. En conséquence, une grande variété de styles musicaux ont pu être représentés, bien que la grande majorité des artistes interprètes ou exécutants peuvent être considérés comme faisant partie de la musique expérimentale ou de la scène avant-gardiste. Début avril 2013, The Stone change de mode de fonctionnement et instaure les Stone Residencies : une sélection pointue d'artistes de l'avant-garde se voit ouvrir les portes de la salle pour des résidences leur permettant de présenter au public leur propre travail durant toute une semaine, à raison de 2 concerts par soir, 6 jours par semaine.
En décembre 2016, Zorn annonce que The Stone fermera ses portes en février 2018, ajoutant qu'il serait en mesure de trouver un autre endroit. La salle rouvrira au New Glass Box Theatre de Greenwich Village, en Février 2018..

## L'esthétique
The Stone offre très peu d'équipements de confort, aucun rafraîchissement ou autres produits commerciaux n'y sont par exemple vendus. Habituellement, une seule personne, dont les tâches vont de l’accueil des artistes, au rangement de la salle et la gestion des entrées, gère bénévolement la soirée. Les murs sont blancs et le sol est peint en noir, afin de maintenir une esthétique spartiate. Les spectateurs sont assis sur des chaises pliantes dont le noir se confond avec le sol. Les toilettes, situées derrière l'espace où les artistes jouent généralement, sont inaccessibles pendant les concerts. John Zorn souhaite garder l'espace le plus neutre possible, afin de ne fournir aucune distraction au cours des performances musicales. Des habitués du lieu affirment que le manque de commodités permet au public de se concentrer au mieux sur la musique, avec le moins de distractions possibles.

## Artistes y ayant joué
- John Zorn
- Mike Patton
- Lou Reed
- Laurie Anderson
- Fred Frith
- John Medeski
- John Butcher
- Sylvie Courvoisier
- Cyro Baptista
- Lukas Ligeti
- Miguel Frasconi
- Annie Gosfield
- Lisa Moore
- Tyshawn Sorey
- Charlie Hunter
- William Susman
- Pamelia Kurstin
- Thomas Heberer
- Kayo Dot
- Chelsea Light Moving
- Secret Chiefs 3
- Have a Nice Life